# Crematogaster
Crematogaster es un género de hormigas de la tribu Crematogastrini con gran diversidad ecológica que se encuentra en todo el mundo, se caracterizan por un gáster (abdomen) característico en forma de corazón.  Estas hormigas se conocen comúnmente como hormigas acróbatas.
Son depredadores.

## Distribución
Es de distribución cosmopolita. Habita mayoritariamente en el continente americano.

## Ejemplares del género

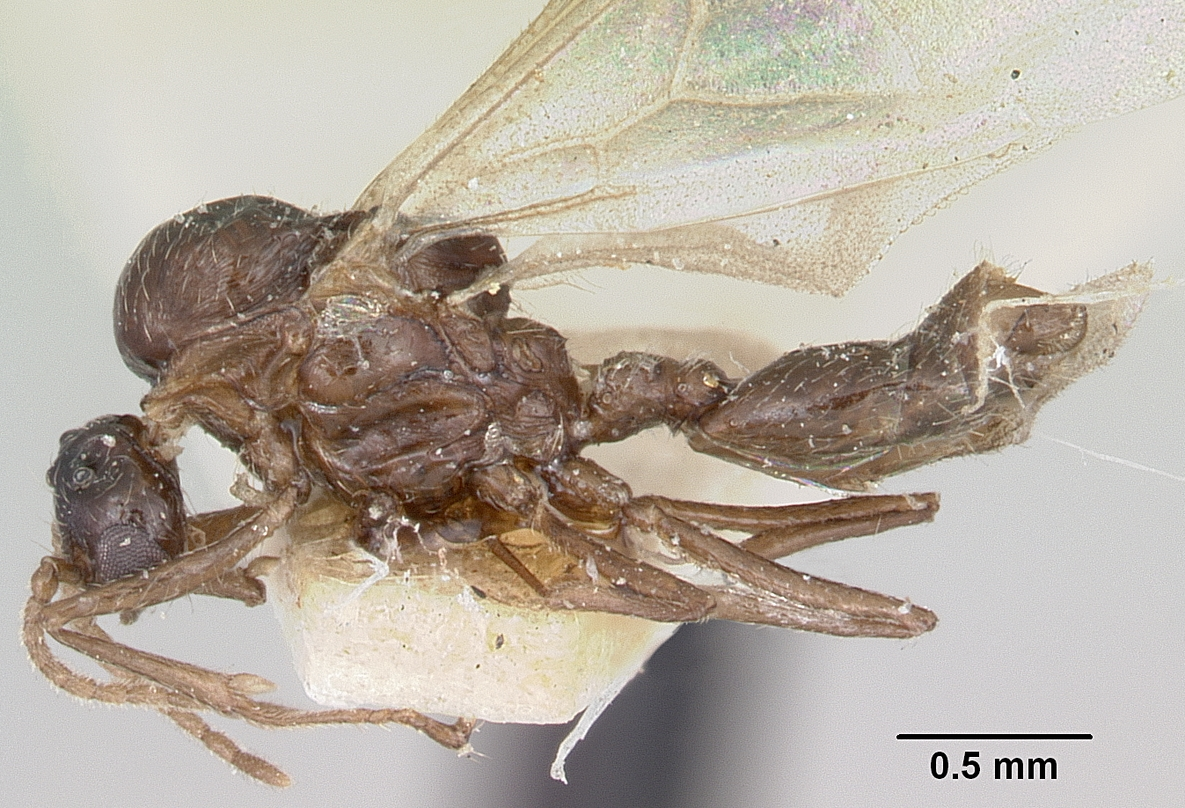
Crematogaster degeeri
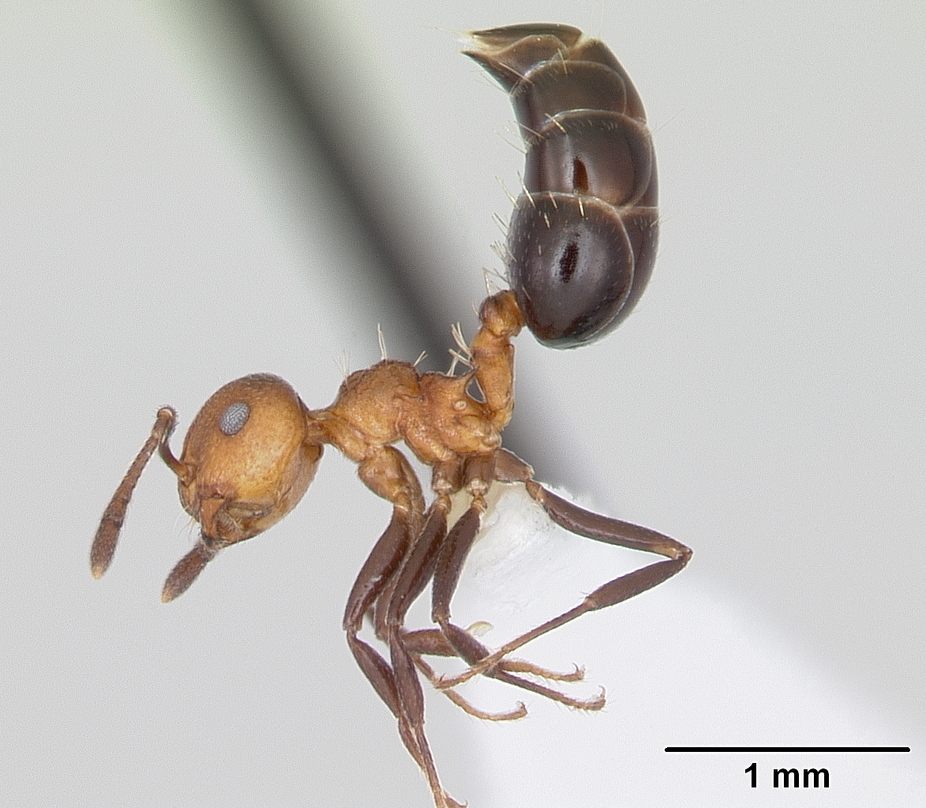
Crematogaster corticicola
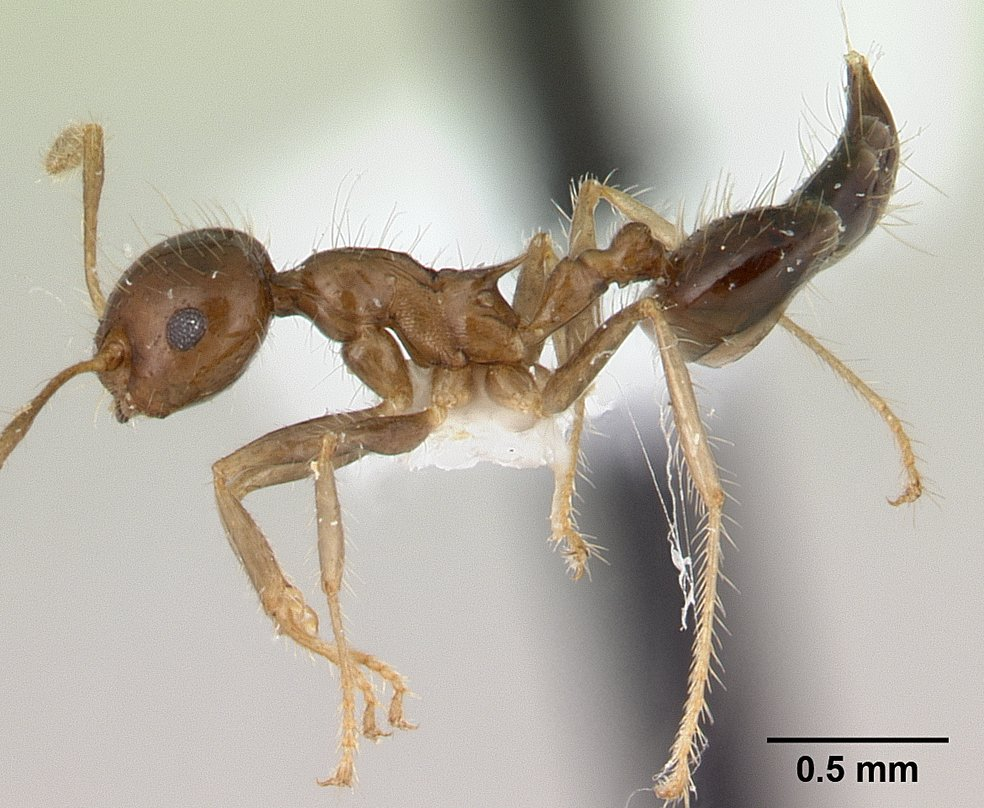
Crematogaster tenuicula
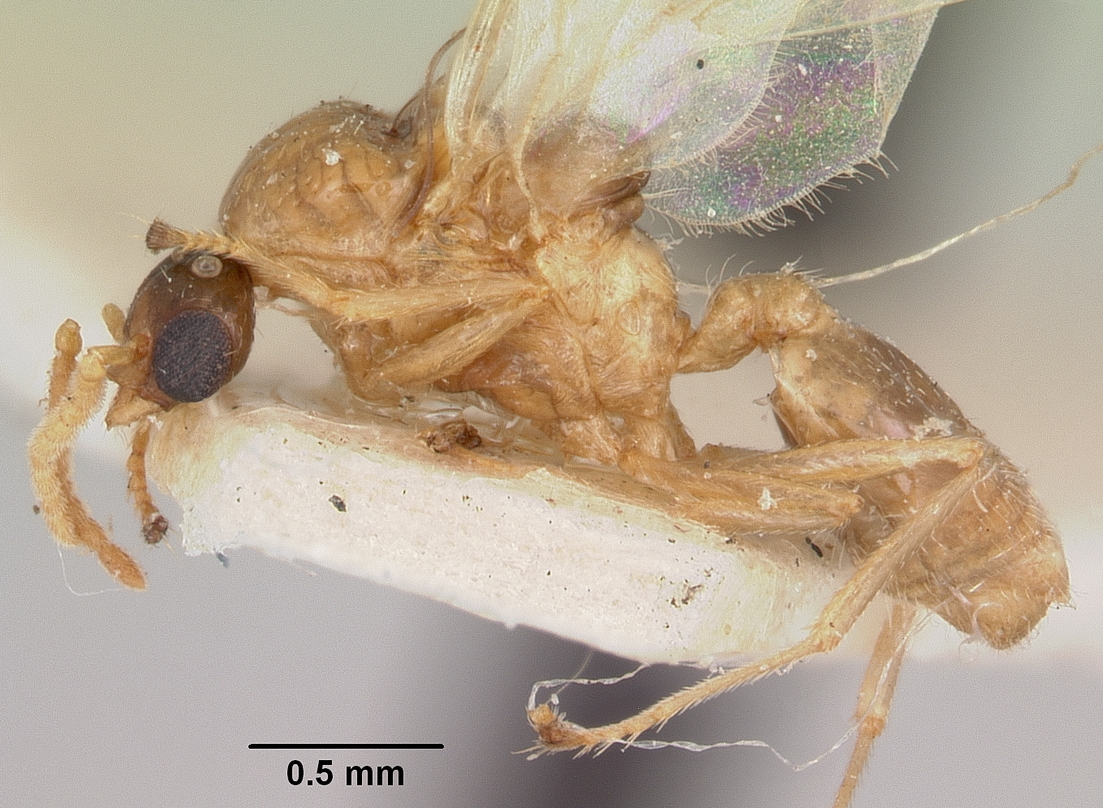
Crematogaster hova
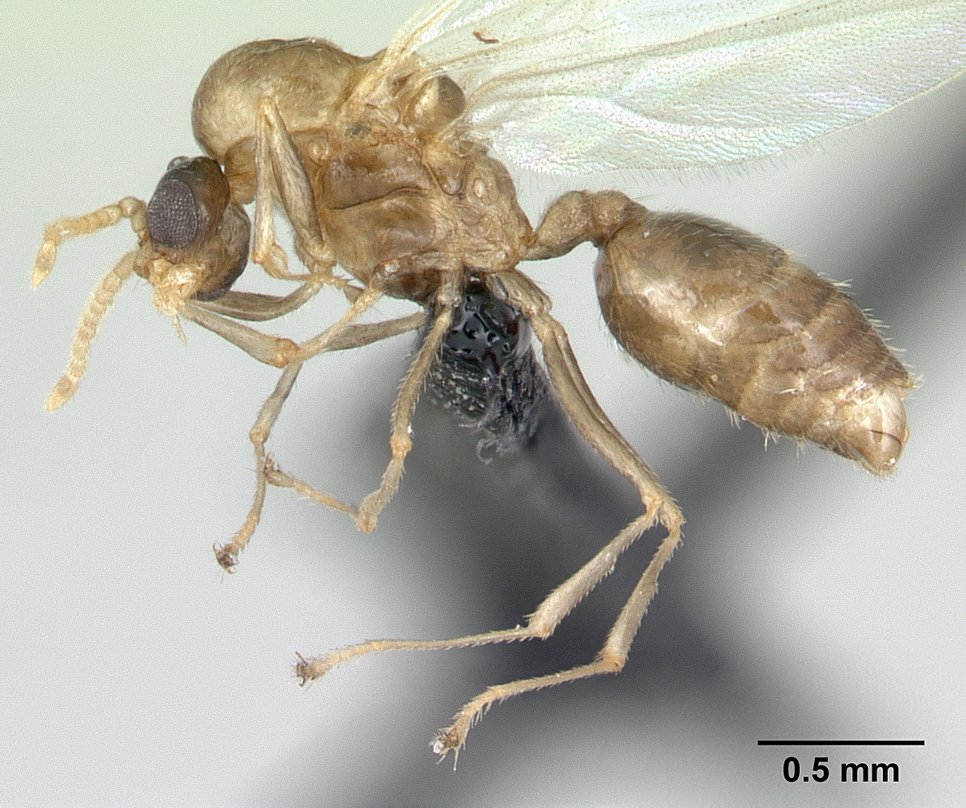
Crematogaster sewellii
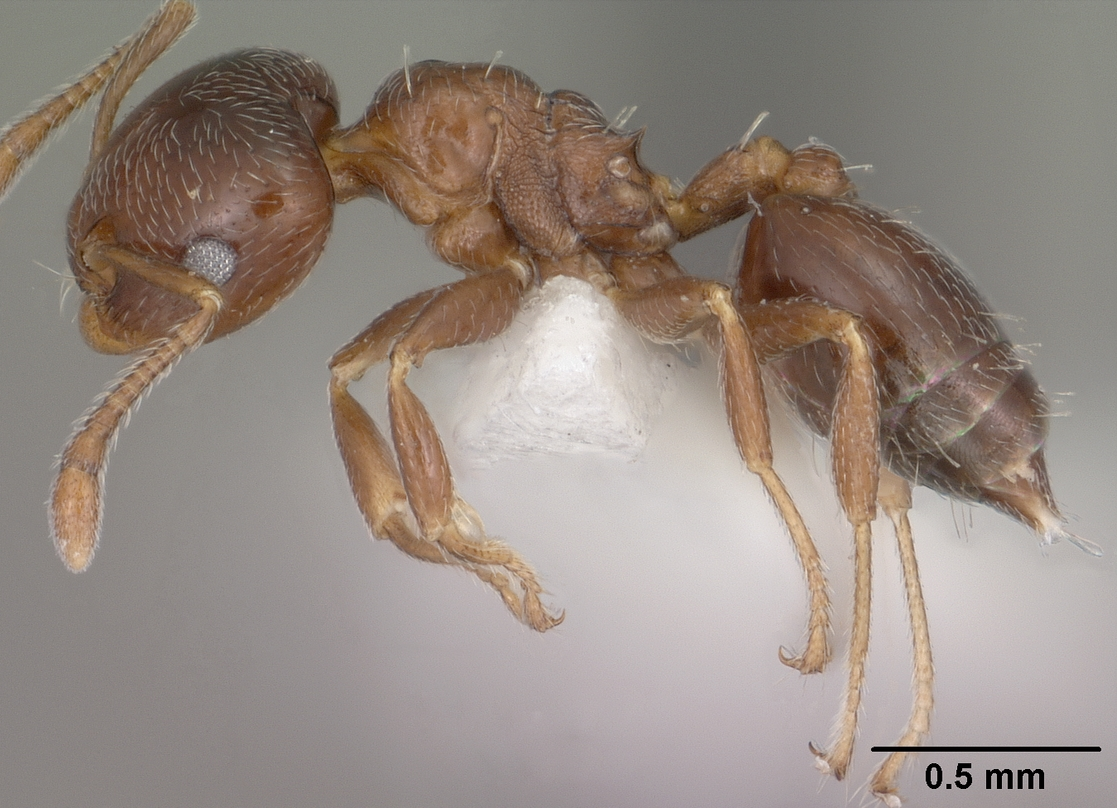
Crematogaster torosa
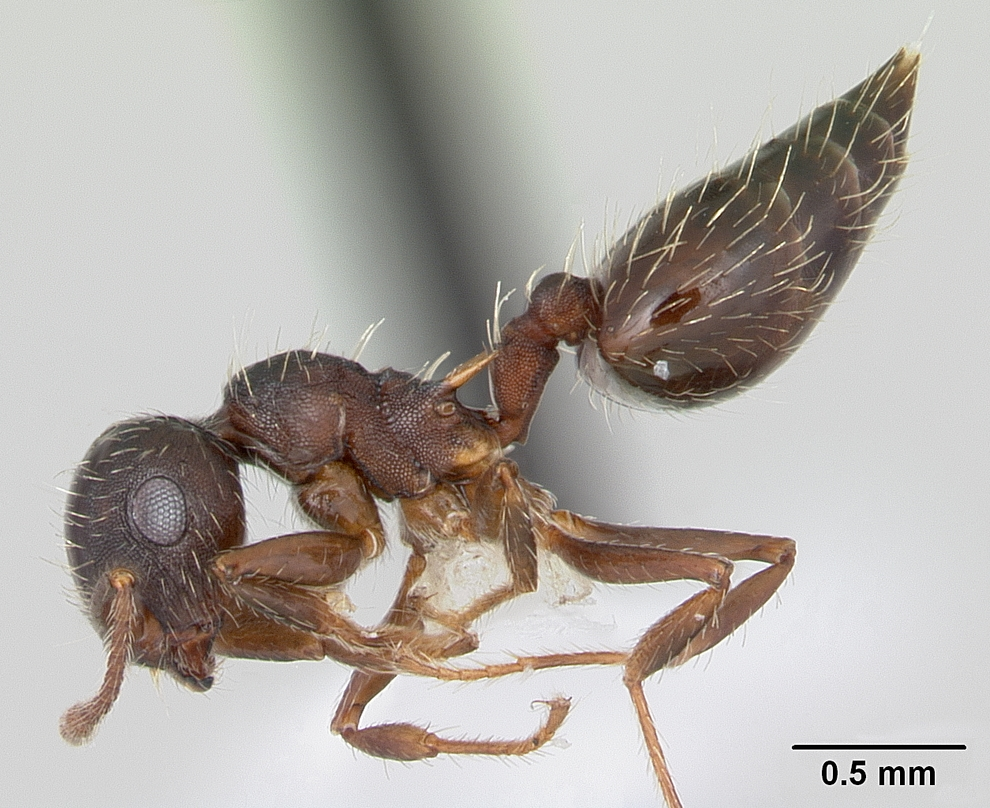
Crematogaster quadriformis
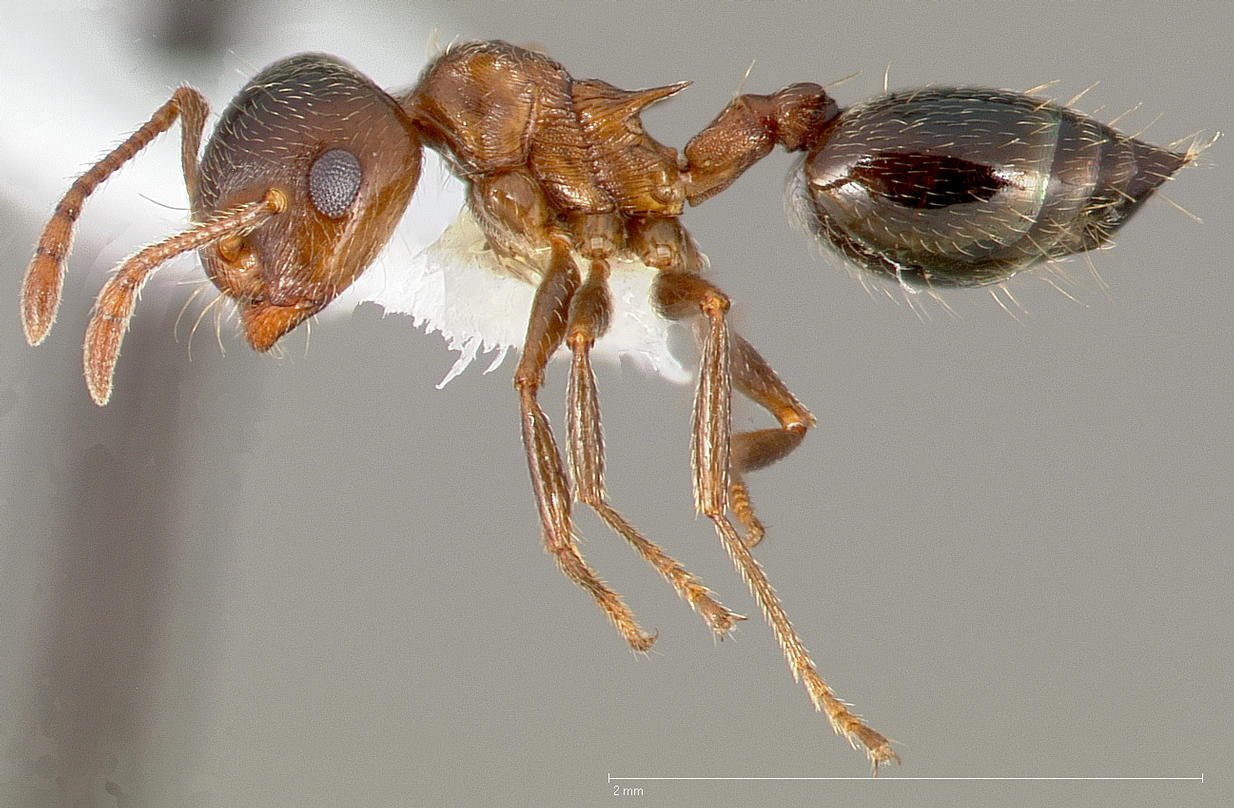
Crematogaster mormonum
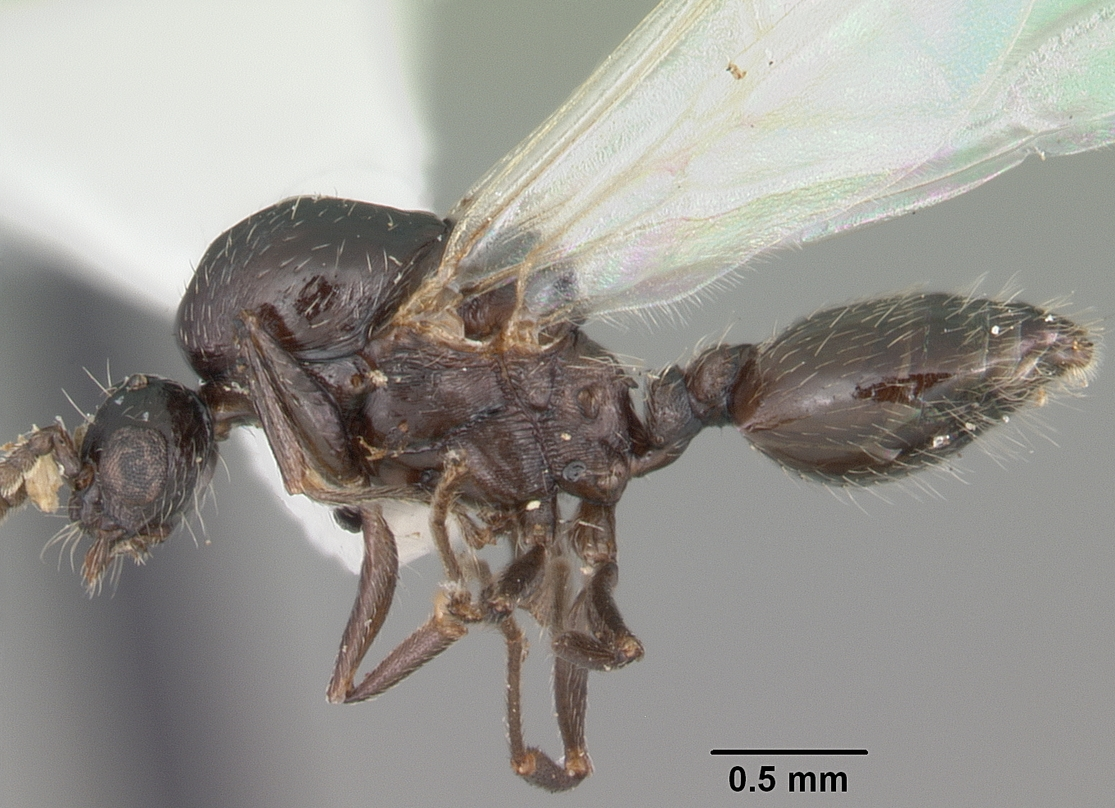
Crematogaster lineolata
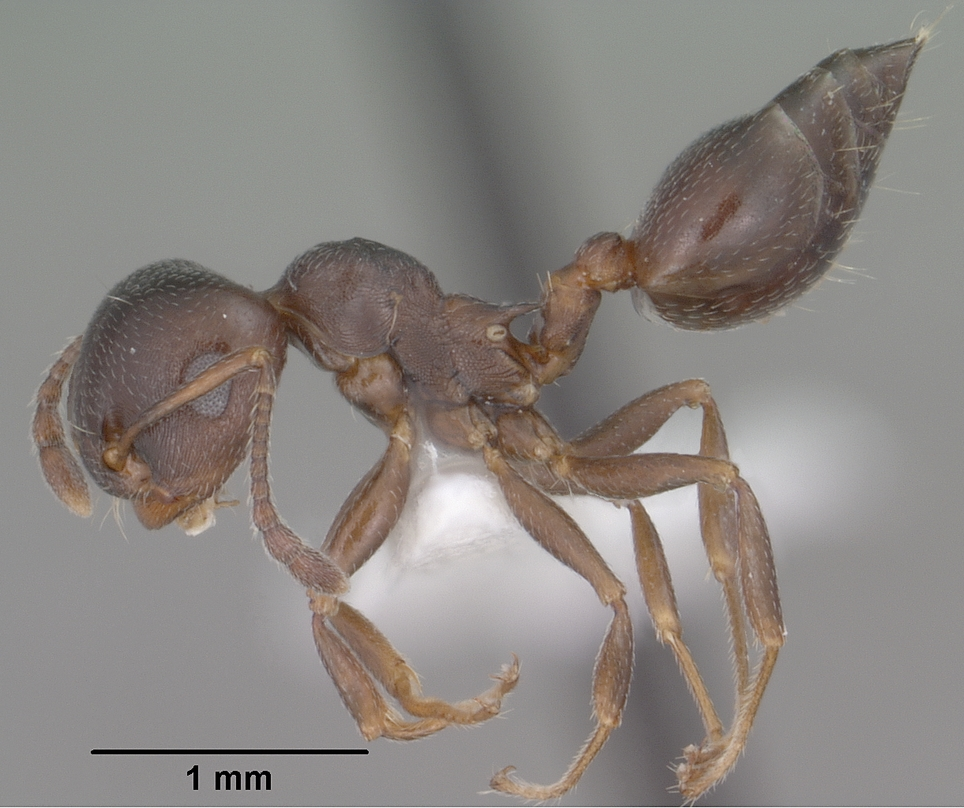
Crematogaster isolata
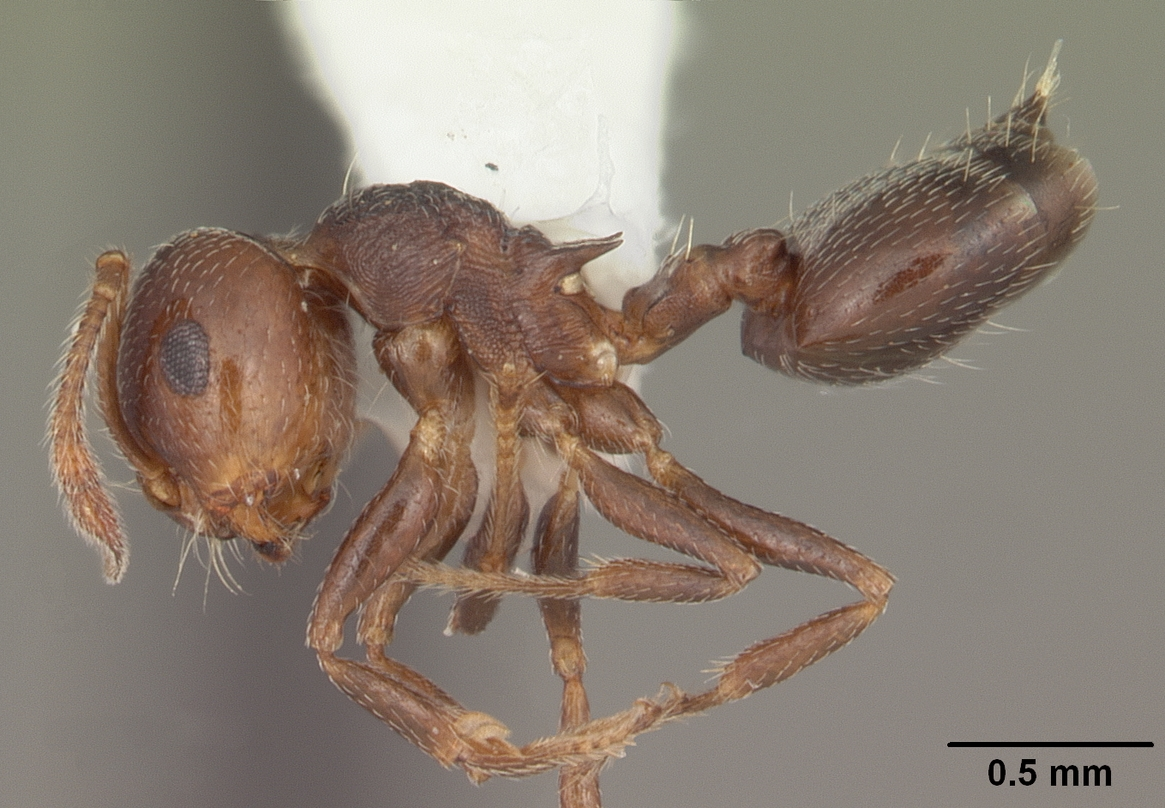
Crematogaster vermiculata
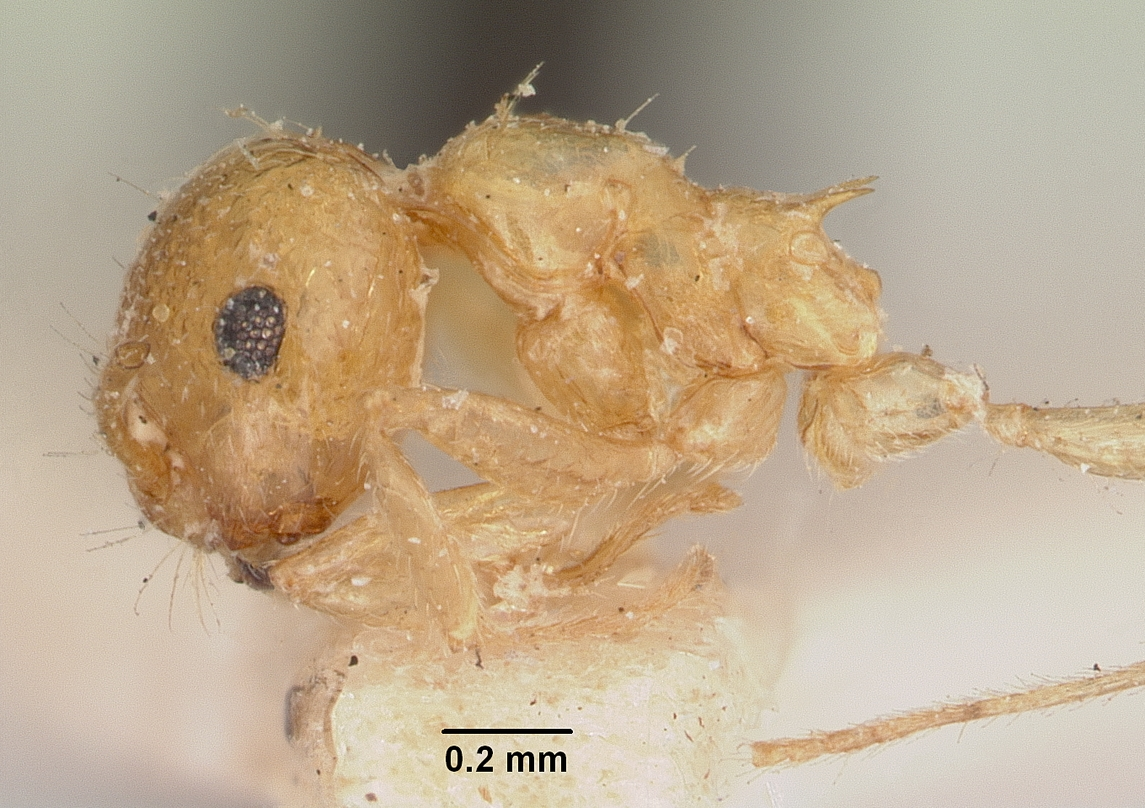
Crematogaster kelleri
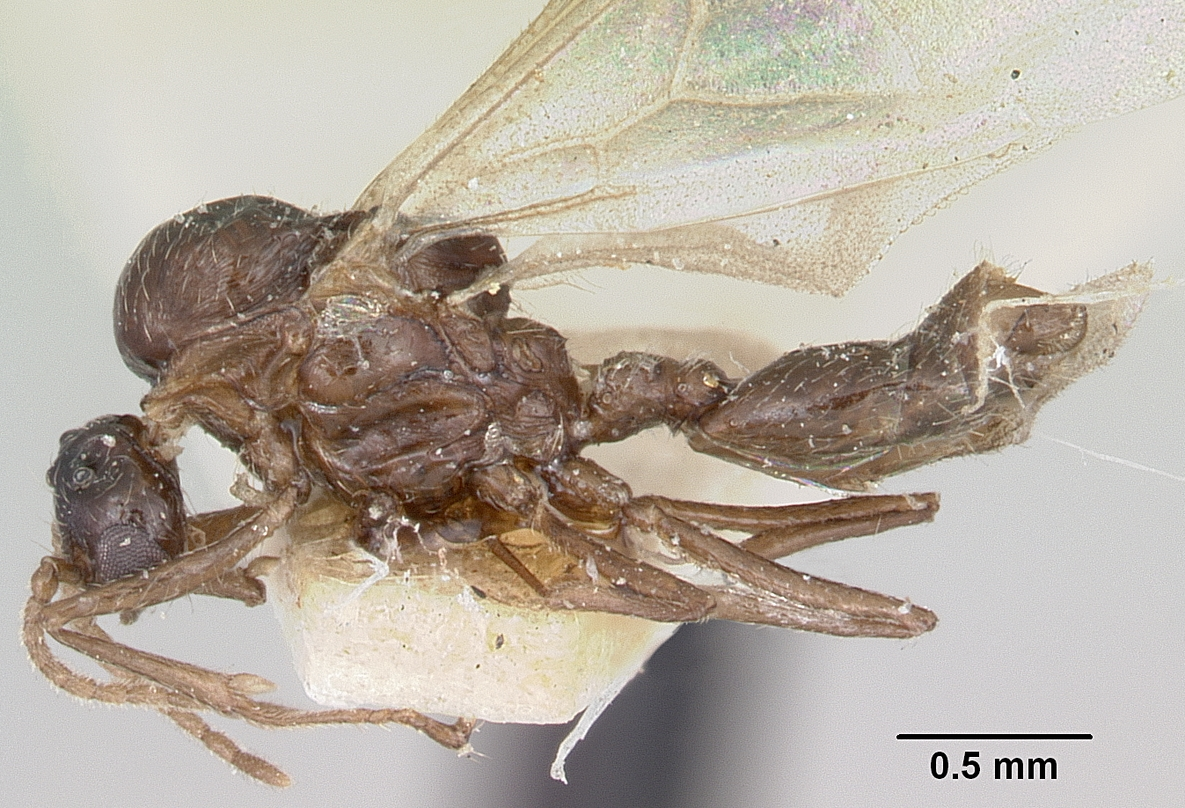
Crematogaster degeeri
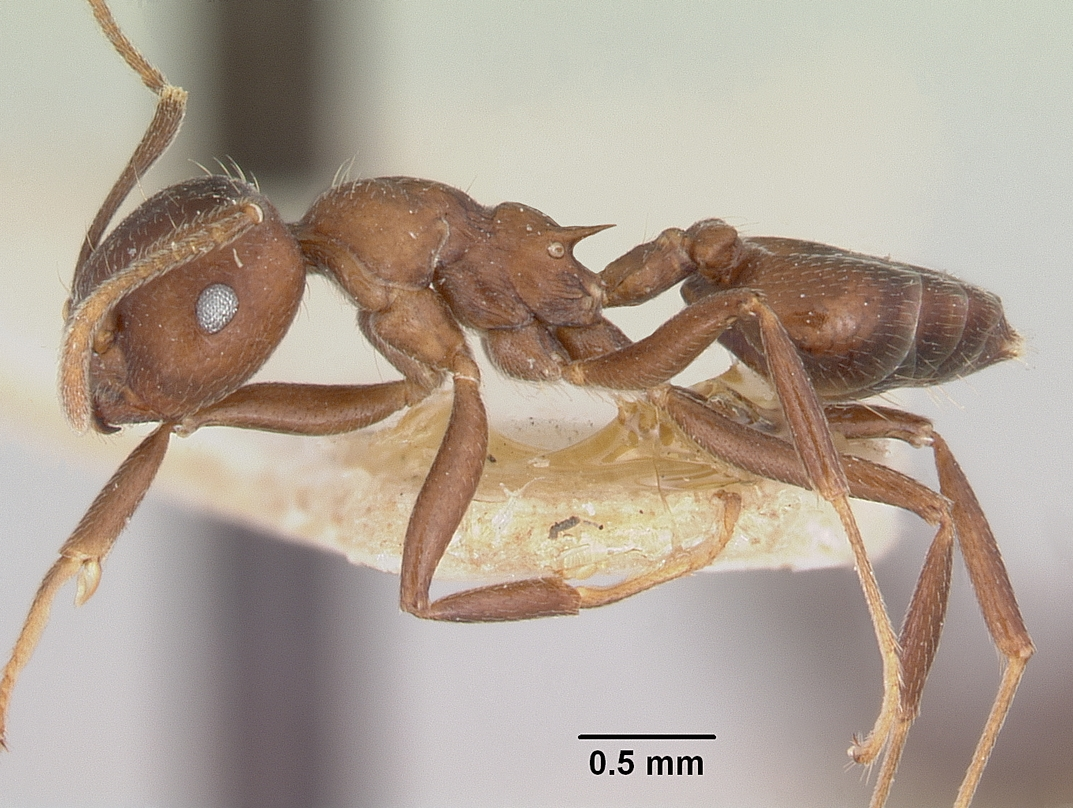
Crematogaster ranavalonae
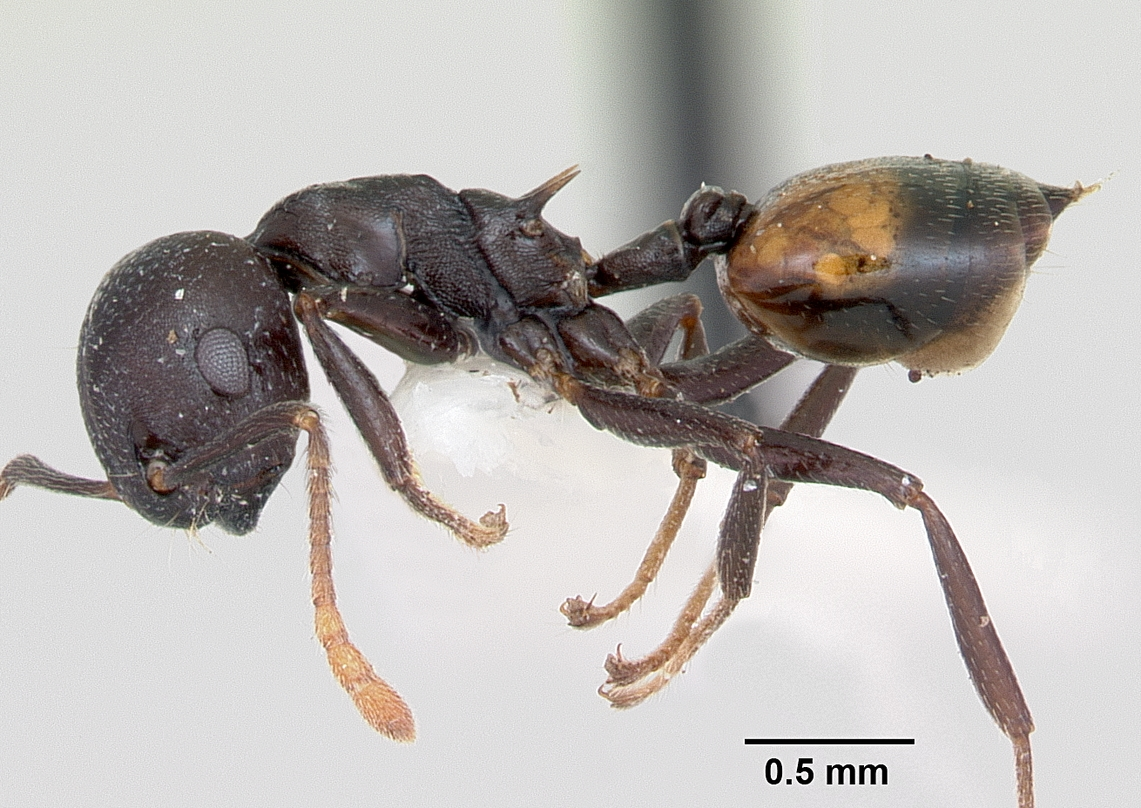
Crematogaster schencki

## Especies
Se reconocen las siguientes:
- C. abdominalis Motschoulsky, 1863
- C. aberrans Forel, 1892
- C. abrupta Mann, 1919
- C. abstinens Forel, 1899
- C. acaciae Forel, 1892
- C. aculeata Donisthorpe, 1941
- C. acuta Fabricius, 1804
- C. adrepens Forel, 1897
- C. aegyptiaca Mayr, 1862
- C. affabilis Forel, 1907
- C. afghanica Forel, 1967
- C. africana Mayr, 1895
- C. agnetis Forel, 1892
- C. agniae Karavaiev, 1935
- C. alafara Blaimer, 2013
- C. algirica Lucas, 1849
- C. alluaudi Emery, 1893
- C. aloysiisabaudiae Menozzi, 1930
- C. alulai Emery, 1901
- C. amabilis Santschi, 1911
- C. amapaensis Kempf, 1960
- C. ambigua Santschi, 1926
- C. amita Forel, 1913
- C. ampla Forel, 1912
- C. ampullaris Smith, 1861
- C. ancipitula Forel, 1917
- C. angulosa Andre, 1896
- C. angusticeps Santschi, 1911
- C. antaris Forel, 1894
- C. anthracina Smith, 1857
- C. apicalis Motschoulsky, 1878
- C. arata Emery, 1906
- C. arcuata Forel, 1899
- C. arizonensis Wheeler, 1908
- C. armandi Forel, 1921
- C. arnoldi Forel, 1914
- C. aroensis Menozzi, 1935
- C. arthurimuelleri Forel, 1894
- C. ashmeadi Mayr, 1886
- C. atitlanica Wheeler, 1936
- C. atkinsoni Wheeler, 1919
- C. atra Mayr, 1870
- C. auberti Emery, 1869
- C. augusti Emery, 1895
- C. aurita Karavaiev, 1935
- †C. aurora LaPolla & Greenwlalt, 2015
- C. australis Mayr, 1876
- C. baduvi Forel, 1912
- C. bakeri Menozzi, 1925
- C. bandarensis Forel, 1913
- C. bara Blaimer, 2013
- C. batesi Forel, 1911
- C. bequaerti Forel, 1913
- C. betapicalis Smith, 1995
- C. bicolor Smith, 1860
- C. biformis Andre, 1892
- C. binghamii Forel, 1904
- C. bingo Forel, 1908
- C. biroi Mayr, 1897
- C. bison Forel, 1913
- C. boera Ruzsky, 1926
- C. bogojawlenskii Ruzsky, 1905
- C. boliviana Wheeler, 1922
- C. borneensis Andre, 1896
- C. brasiliensis Mayr, 1878
- C. brevimandibularis Donisthorpe, 1943
- C. brevis Emery, 1887
- C. brevispina Hosoishi & Ogata, 2016
- C. breviventris Santschi, 1920
- C. browni Buren, 1968
- C. bruchi Forel, 1912
- C. brunensis Hosoishi & Ogata, 2016
- C. brunnea Smith, 1857
- C. brunneipennis Andre, 1890
- C. brunnescens Motschoulsky, 1863
- C. buchneri Forel, 1894
- C. buddhae Forel, 1902
- C. butteli Forel, 1913
- C. californica Wheeler, 1919
- C. capensis Mayr, 1862
- C. captiosa Forel, 1911
- C. carinata Mayr, 1862
- C. castanea Smith, 1858
- C. celebensis Hosoishi & Ogata, 2016
- C. censor Forel, 1910
- C. cephalotes Smith, 1857
- C. cerasi Fitch, 1855
- C. chhangi Hosoishi & Ogata, 2014
- C. chiarinii Emery, 1881
- C. chlorotica Emery, 1899
- C. chodati Forel, 1921
- C. chopardi Bernard, 1950
- C. chungi Brown, 1949
- C. cicatriculosa Roger, 1863
- C. clariventris Mayr, 1895
- C. claudiae Feldhaar, Maschwitz & Fiala, 2016
- C. clydia Forel, 1912
- C. coarctata Mayr, 1870
- C. coelestis Santschi, 1911
- C. colei Buren, 1968
- C. concava Emery, 1899
- C. constructor Emery, 1895
- C. coriaria Mayr, 1872
- C. cornigera Forel, 1902
- C. cornuta Crawley, 1924
- C. corporaali Santschi, 1928
- C. corticicola Mayr, 1887
- C. corvina Mayr, 1870
- C. crassicornis Emery, 1893
- C. crinosa Mayr, 1862
- C. cristata Santschi, 1929
- C. curvispinosa Mayr, 1862
- C. cuvierae Donisthorpe, 1945
- C. cylindriceps Wheeler, 1927
- C. dahlii Forel, 1901
- C. daisyi Forel, 1901
- C. dalyi Forel, 1902
- C. decamera Forel, 1910
- C. degeeri Forel, 1886
- C. delagoensis Forel, 1894
- C. delitescens Wheeler, 1921
- C. dentinodis Forel, 1901
- C. depilis Wheeler, 1919
- C. depressa (Latreille, 1802)
- C. descarpentriesi Santschi, 1928
- C. descolei Kusnezov, 1949
- C. desecta Forel, 1911
- C. desperans Forel, 1914
- C. difformis Smith, 1857
- C. diffusa (Jerdon, 1851)
- C. dispar Forel, 1902
- C. distans Mayr, 1870
- C. dohrni Mayr, 1879
- C. dolens Forel, 1910
- C. donisthorpei Santschi, 1934
- C. dorsidens Santschi, 1925
- C. dubia Karavaiev, 1935
- C. ebenina Forel, 1902
- C. edentula Santschi, 1914
- C. egidyi Forel, 1903
- C. egregior Forel, 1912
- C. elegans Smith, 1859
- C. elysii Mann, 1919
- C. emeryana Creighton, 1950
- C. emeryi Forel, 1907
- C. emmae Forel, 1891
- C. enneamera Emery, 1900
- C. ensifera Forel, 1910
- C. erecta Mayr, 1866
- C. erectepilosa Salata & Borowiec, 2015
- C. eurydice Forel, 1915
- C. euterpe Santschi, 1922
- C. evallans Forel, 1907
- C. excisa Mayr, 1895
- C. ferrarii Emery, 1888
- C. flavicornis Emery, 1897
- C. flavitarsis Emery, 1900
- C. foraminiceps Santschi, 1913
- C. formosa Mayr, 1870
- C. foxi Mann, 1919
- C. fraxatrix Forel, 1911
- C. fritzi Emery, 1901
- C. frivola Forel, 1902
- C. fruhstorferi Emery, 1901
- C. fuentei Menozzi, 1922
- C. fumikoae Hosoishi & Ogata, 2015
- C. fusca Mayr, 1876
- C. gabonensis Emery, 1899
- C. gallicola Forel, 1894
- C. gambiensis Andre, 1889
- C. gavapiga Menozzi, 1935
- C. gerstaeckeri Dalla Torre, 1892
- C. goeldii Forel, 1903
- C. gordani Karaman, 2008
- C. gratiosa Santschi, 1926
- C. grevei Forel, 1891
- C. gullukdagensis Salata & Borowiec, 2015
- C. gutenbergi Santschi, 1914
- C. hafahafa Blaimer, 2013
- C. hashimi Hosoishi, 2015
- C. hazolava Blaimer, 2013
- C. heathi Mann, 1916
- C. hemiceros Santschi, 1926
- C. hespera Buren, 1968
- C. hezaradjatica Pisarski, 1967
- C. himalayana Forel, 1902
- C. hogsoni Forel, 1902
- C. homeri Forel, 1913
- C. hottentota Emery, 1899
- C. hova Forel, 1887
- C. huberi Forel, 1907
- C. hullettii Feldhaar, Maschwitz & Fiala, 2016
- C. iheringi Forel, 1908
- C. ilgii Forel, 1910
- C. imperfecta Hosoishi, 2015
- C. impressa Emery, 1899
- C. impressiceps Mayr, 1902
- C. inca Wheeler, 1925
- C. inconspicua Mayr, 1896
- C. incorrecta Santschi, 1917
- C. indefensa Kempf, 1968
- C. indosinensis Hosoishi & Ogata, 2016
- C. inermis Mayr, 1862
- C. inflata Smith, 1857
- C. innocens Forel, 1911
- C. inops Forel, 1892
- C. insularis Smith, 1859
- C. ionia Forel, 1911
- C. iridipennis Smith, 1865
- C. irritabilis Smith, 1860
- C. isolata Buren, 1968
- C. izanami Terayama, 2013
- C. jacobsoni Forel, 1911
- C. javanica Menozzi, 1935
- C. jeanneli Santschi, 1914
- C. jehovae Forel, 1907
- C. jullieni Santschi, 1910
- C. juventa Santschi, 1926
- C. kachelibae Arnold, 1954
- C. karawaiewi Menozzi, 1935
- C. kasaiensis Forel, 1913
- C. kelleri Forel, 1891
- C. kirbii (Sykes, 1835)
- C. kneri Mayr, 1862
- C. kohli Forel, 1909
- C. kojimai Hosoishi & Ogata, 2012
- C. kutteri Viehmeyer, 1924
- C. laestrygon Emery, 1869
- C. laeviceps Smith, 1858
- C. laevis Mayr, 1878
- C. laevissima Smith, 1860
- C. laeviuscula Mayr, 1870
- C. lamottei Bernard, 1953
- C. lango Weber, 1943
- C. larreae Buren, 1968
- C. latuka Weber, 1943
- C. laurenti Forel, 1909
- C. ledouxi Soulie, 1961
- C. libengensis Stitz, 1916
- C. liengmei Forel, 1894
- C. limata Smith, 1858
- C. lineolata (Say, 1836)
- C. linsenmairi Feldhaar, Maschwitz & Fiala, 2016
- C. litoralis Arnold, 1955
- C. lobata Emery, 1895
- C. longicephala Özdikmen, 2010
- C. longiceps Forel, 1910
- C. longiclava Emery, 1893
- C. longipilosa Forel, 1907
- C. longispina Emery, 1890
- C. lorteti Forel, 1910
- C. lotti Weber, 1943
- C. lucayana Wheeler, 1905
- C. luctans Forel, 1907
- C. lutzi Forel, 1905
- C. luzonensis Hosoishi & Ogata, 2016
- C. macaoensis Wu & Wang, 1995
- C. macracantha Creighton, 1945
- C. madagascariensis Andre, 1887
- C. madecassa Emery, 1895
- C. mafybe Blaimer, 2013
- C. magitae Forel, 1910
- C. magnifica Santschi, 1925
- C. mahery Blaimer, 2010
- C. maina Blaimer, 2013
- C. major Donisthorpe, 1941
- C. malahelo Blaimer, 2013
- C. malala Blaimer, 2010
- C. mancocapaci Santschi, 1911
- C. manni Buren, 1968
- C. margaritae Emery, 1895
- C. marioni Buren, 1968
- C. marthae Forel, 1892
- C. maryatii Feldhaar, Maschwitz & Fiala, 2016
- C. masokely Blaimer, 2013
- C. masukoi Hosoishi, Yamane & Ogata, 2010
- C. matsumurai Forel, 1901
- C. meijerei Emery, 1911
- C. melanogaster Emery, 1895
- C. menilekii Forel, 1894
- C. mesonotalis Emery, 1911
- C. microspina Menozzi, 1942
- C. millardi Forel, 1902
- C. mimicans Donisthorpe, 1932
- C. mimosae Santschi, 1914
- C. minutissima Mayr, 1870
- C. misella Arnold, 1920
- C. mjobergi Forel, 1915
- C. moatensis Hosoishi & Ogata, 2016
- C. modiglianii Emery, 1900
- C. moelleri Forel, 1912
- C. montana Borgmeier, 1939
- C. montenigrina Karaman, 2008
- C. monteverdensis Longino, 2003
- C. montezumia Smith, 1858
- C. monticola Arnold, 1920
- C. moqorensis Pisarski, 1967
- C. mormonum Wheeler, 1919
- C. mottazi Santschi, 1928
- C. mpanjono Blaimer, 2012
- C. mucronata Emery, 1900
- C. muralti Forel, 1910
- C. mutans Buren, 1968
- C. myops Forel, 1911
- C. natalensis Forel, 1910
- C. navajoa Buren, 1968
- C. nesiotis Mann, 1919
- C. neuvillei Forel, 1907
- C. nigeriensis Santschi, 1914
- C. nigrans Forel, 1915
- C. nigriceps Emery, 1897
- C. nigronitens Santschi, 1917
- C. nigropilosa Mayr, 1870
- C. nocturna Buren, 1968
- C. oasium Santschi, 1911
- C. obnigra Mann, 1919
- C. obscura Smith, 1857
- C. obscurata Emery, 1895
- C. obscurior Dalla Torre, 1892
- C. ocellata Hosoishi & Ogata, 2016
- C. ochracea Mayr, 1862
- C. ochraceiventris Stitz, 1916
- C. onusta Stitz, 1925
- C. opaca Mayr, 1870
- C. opaciceps Mayr, 1901
- C. opuntiae Buren, 1968
- C. ornatipilis Wheeler, 1918
- C. orobia Santschi, 1919
- C. osakensis Forel, 1900
- C. oscaris Forel, 1910
- C. overbecki Viehmeyer, 1916
- C. oxygynoides Santschi, 1934
- C. painei Donisthorpe, 1945
- C. pallida Lowne, 1865
- C. pallipes Mayr, 1862
- C. paolii Menozzi, 1930
- C. paradoxa Emery, 1894
- C. parallela Santschi, 1925
- C. patei Buren, 1968
- C. pauciseta Emery, 1899
- C. pauli Emery, 1901
- C. pellens Walker, 1859
- C. perelegans Forel, 1902
- C. peringueyi Emery, 1895
- C. peristerica Menozzi, 1925
- C. perthensis Crawley, 1922
- C. peruviana (Wheeler, 1922)
- C. petiolidens Forel, 1916
- C. philippinensis Hosoishi & Ogata, 2016
- C. phoenica Santschi, 1915
- C. phoenix Santschi, 1921
- C. pia Forel, 1911
- C. pilosa Emery, 1895
- C. polita Smith, 1865
- C. politula Forel, 1902
- C. polymnia Santschi, 1922
- C. popohana Forel, 1912
- †C. praecursor Emery, 1891
- C. pseudinermis Viehmeyer, 1923
- C. pulchella Bernard, 1953
- C. punctulata Emery, 1895
- C. pusilla (Heer, 1850)
- C. pygmaea Forel, 1904
- C. pythia Forel, 1915
- C. quadriformis Roger, 1863
- C. quadrispinosa Roger, 1863
- C. queenslandica Forel, 1902
- C. ralumensis Forel, 1901
- C. ramamy Blaimer, 2013
- C. ranavalonae Forel, 1887
- C. ransonneti Mayr, 1868
- C. rasoherinae Forel, 1891
- C. razana Blaimer, 2012
- C. rectinota Forel, 1913
- C. recurva Emery, 1897
- C. resulcata Bolton, 1995
- C. reticulata Hosoishi, 2009
- C. retifera Santschi, 1926
- C. rifelna Buren, 1968
- C. rivai Emery, 1897
- C. rochai Forel, 1903
- C. rogenhoferi Mayr, 1879
- C. rogeri Emery, 1922
- C. ronganensis Zhou, 2001
- C. roslihashimi Feldhaar, Maschwitz & Fiala, 2016
- C. rossi Buren, 1968
- C. rothneyi Mayr, 1879
- C. rudis Emery, 1894
- C. rufa (Jerdon, 1851)
- C. rufigena Arnold, 1958
- C. rufotestacea Mayr, 1876
- C. rugosa Andre, 1895
- C. rugosior Santschi, 1910
- C. ruspolii Forel, 1892
- C. russoi Menozzi, 1930
- C. rustica Santschi, 1935
- C. sabatra Blaimer, 2010
- C. sagei Forel, 1902
- C. sanguinea Roger, 1863
- C. santschii Forel, 1913
- C. saussurei Forel, 1899
- C. scapamaris Santschi, 1922
- C. scelerata Santschi, 1917
- C. schencki Forel, 1891
- C. schimmeri Forel, 1912
- C. schmidti (Mayr, 1853)
- C. schultzei Forel, 1910
- C. scita Forel, 1902
- C. sculpturata Pergande, 1896
- C. scutellaris (Olivier, 1792)
- C. semperi Emery, 1893
- C. senegalensis Roger, 1863
- C. sericea Forel, 1912
- C. sewellii Forel, 1891
- C. sikkimensis Forel, 1904
- C. simboloni Hosoishi & Ogata, 2014
- C. similis Stitz, 1911
- C. simoni Emery, 1893
- C. sisa Blaimer, 2010
- C. skounensis Soulie, 1961
- C. snellingi Longino, 2003
- C. solenopsides Emery, 1899
- C. solers Forel, 1910
- C. sordidula (Nylander, 1849)
- C. sorokini Ruzsky, 1905
- C. soror Forel, 1902
- C. spengeli Forel, 1912
- C. stadelmanni Mayr, 1895
- C. steinheili Forel, 1881
- C. stenocephala Emery, 1922
- C. stethogompha Wheeler, 1919
- C. stigmata Santschi, 1914
- C. stollii Forel, 1885
- C. storki Hosoishi & Ogata, 2016
- C. striatula Emery, 1892
- C. subcircularis Mayr, 1879
- C. subdentata Mayr, 1877
- C. subnuda Mayr, 1879
- C. sumichrasti Mayr, 1870
- C. sundalandensis Hosoishi & Ogata, 2016
- C. tanakai Hosoishi & Ogata, 2009
- C. tarsata Smith, 1865
- C. tavaratra Blaimer, 2013
- C. telolafy Blaimer, 2012
- C. tenuicula Forel, 1904
- C. teranishii Santschi, 1930
- C. terminalis (Shuckard, 1838)
- C. tetracantha Emery, 1887
- C. tetracantha Emery, 1887
- C. thalia Forel, 1911
- C. theta Forel, 1911
- C. togoensis Donisthorpe, 1945
- C. torosa Mayr, 1870
- C. transiens Forel, 1913
- C. transvaalensis Forel, 1894
- C. trautweini Viehmeyer, 1914
- C. travancorensis Forel, 1902
- C. treubi Emery, 1896
- C. tricolor Gerstäcker, 1859
- C. tsisitsilo Blaimer, 2013
- C. tumidula Emery, 1900
- C. udo Forel, 1905
- C. unciata Santschi, 1925
- C. uruguayensis Santschi, 1912
- C. ustiventris Menozzi, 1935
- C. vandeli Soulie, 1961
- C. vandermeermohri Menozzi, 1930
- C. vermiculata Emery, 1895
- C. victima Smith, 1858
- C. vidua Santschi, 1928
- C. vieti Hosoishi & Ogata, 2016
- C. vitalisi Menozzi, 1925
- C. volamena Blaimer, 2012
- C. vulcania Santschi, 1913
- C. walshi Forel, 1902
- C. warburgi Menozzi, 1933
- C. wasmanni Santschi, 1910
- C. weberi Emery, 1911
- C. wellmani Forel, 1909
- C. werneri Mayr, 1907
- C. wheeleri Mann, 1919
- C. whitei Wheeler, 1915
- C. wilwerthi Santschi, 1910
- C. wroughtonii Forel, 1902
- C. xerophila Wheeler, 1915
- C. yappi Forel, 1901
- C. yamanei Hosoishi & Ogata, 2009
- C. zavattarii Menozzi, 1926
- C. zoceensis Santschi, 1925
- C. zonacaciae Weber, 1943